# Elin Rodum Agdestein

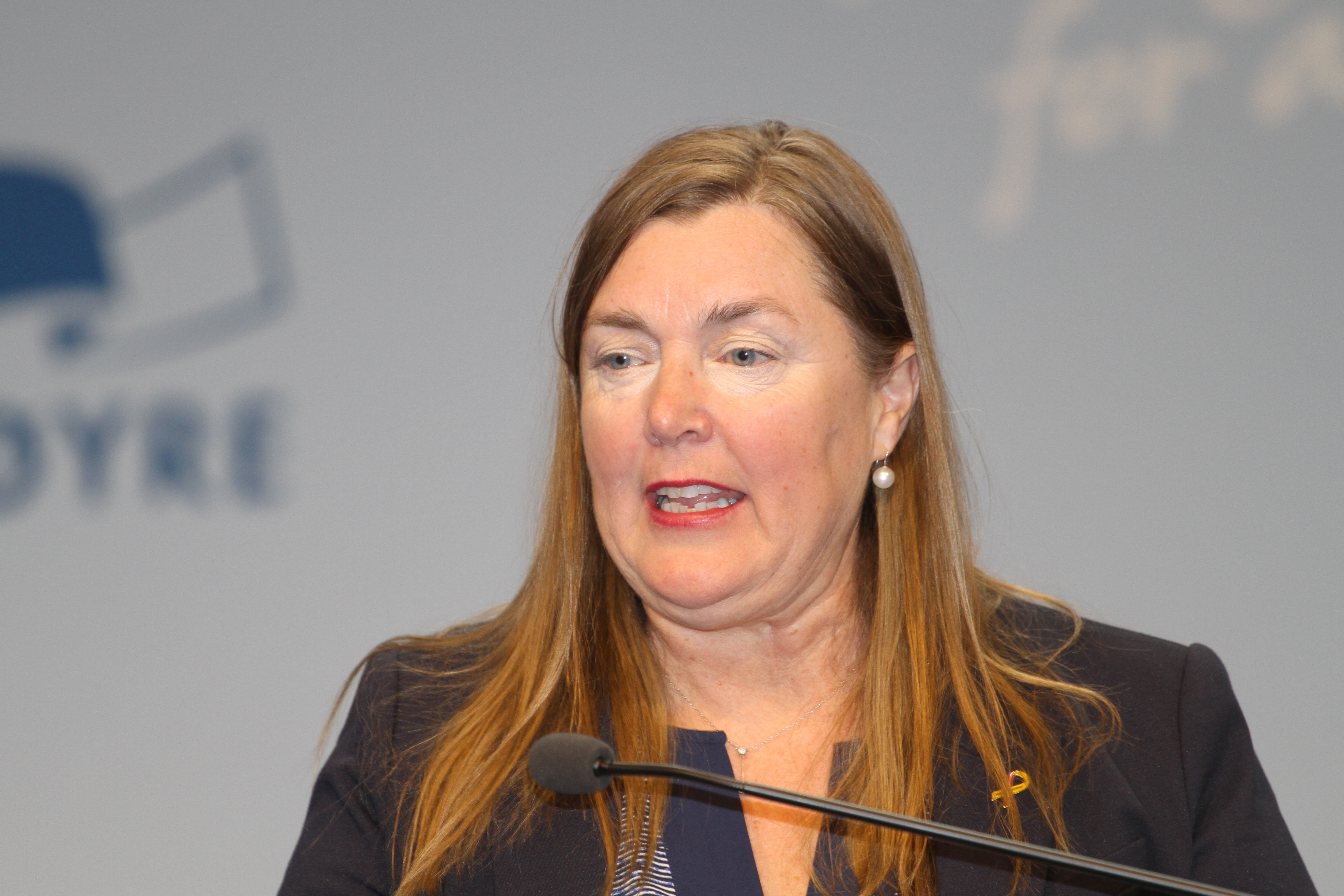
Elin Rodum Agdestein, 2017

Elin Rodum Agdestein (* 10. August 1957 in Steinkjer) ist eine norwegische Politikerin der konservativen Partei Høyre. Von 2013 bis 2021 war sie Abgeordnete im Storting.

## Leben
Agdestein studierte von 1979 bis 1983 Ergotherapie an der Technisch-Naturwissenschaftlichen Universität Norwegens (NTNU). Anschließend arbeitete sie in diesem Beruf in verschiedenen Positionen und als selbstständige Beraterin. In den Jahren von 2003 bis 2013 betrieb sie einen von ihr gegründeten privaten Kindergarten und eine Grundschule. In den Jahren 2003 bis 2013 war sie Mitglied im Kommunalparlament von Steinkjer, zwischen 2006 und 2013 saß sie zudem im Fylkesting der damaligen Provinz Nord-Trøndelag.
Agdestein kandidierte bei der Parlamentswahl 2009 für einen Sitz im norwegischen Nationalparlament Storting, sie verpasste jedoch den Einzug. Bei der der folgenden Wahl im September 2013 erhielt sie schließlich ein Mandat im Wahlkreis Nord-Trøndelag. Sie wurde Mitglied im Außen- und Verteidigungsausschuss. Nach der Wahl 2017 wechselte sie in den Finanzausschuss. Bei der Stortingswahl 2021 verpasste sie den erneuten Einzug ins Parlament.